# Copernicus-Preis
Der Copernicus-Preis (bis 2014 Kopernikus-Preis) ist ein Wissenschaftspreis, mit dem jeweils ein deutscher und ein polnischer Wissenschaftler für ihr Engagement in der wissenschaftlichen Zusammenarbeit ausgezeichnet werden. Der Preis ist nach dem Forscher Nikolaus Kopernikus benannt. Er wird seit 2006 alle zwei Jahre gemeinsam von der Deutschen Forschungsgemeinschaft (DFG) und der Stiftung für die polnische Wissenschaft (Fundacja na rzecz Nauki Polskiej, FNP) vergeben.
Im Dezember 2014 hat der Hauptausschuss der DFG eine Neuausrichtung des Copernicus-Preises beschlossen. Das Preisgeld, das unter den Preisträgern aufgeteilt wird, wurde auf 200.000 Euro erhöht, Eigennominierungen sind nun möglich und die einheitliche lateinische Schreibweise „Copernicus“ ersetzt die bisherige Schreibweise „Kopernikus“.

## Preisträger
- 2006: Eberhard Schlicker und Barbara Malinowska
- 2008: Wolfgang Domcke und Andrzej Sobolewski
- 2010: Alfred Forchel und Jan Misiewicz
- 2012: Erwin Pesch und Jacek Błażewicz
- 2014: Harald Weinfurter und Marek Żukowski
- 2016: Peter Rehling und Agnieszka Chacińska
- 2018: Stefan Anker und Piotr Ponikowski
- 2020: Sebastian Faust und Stefan Dziembowski
- 2022: Sascha Feuchert und Krystyna Radziszewska
- 2024: Joachim Wambsganß und Andrzej Udalski